# Chan Chong Ming
Chan Chong Ming (Kuala Selangor, 16 de febrero de 1980) es un deportista malasio que compitió en bádminton, en la modalidad de dobles. Ganó dos medallas de bronce en el Campeonato Mundial de Bádminton, en los años 2001 y 2005.

## Palmarés internacional
| Campeonato Mundial | Campeonato Mundial       | Campeonato Mundial | Campeonato Mundial |
| Año                | Lugar                    | Medalla            | Prueba             |
| ------------------ | ------------------------ | ------------------ | ------------------ |
| 2001               | Sevilla (España)         | Medalla de bronce  | Dobles             |
| 2005               | Anaheim (Estados Unidos) | Medalla de bronce  | Dobles             |